# جائحة فيروس كورونا في دلهي

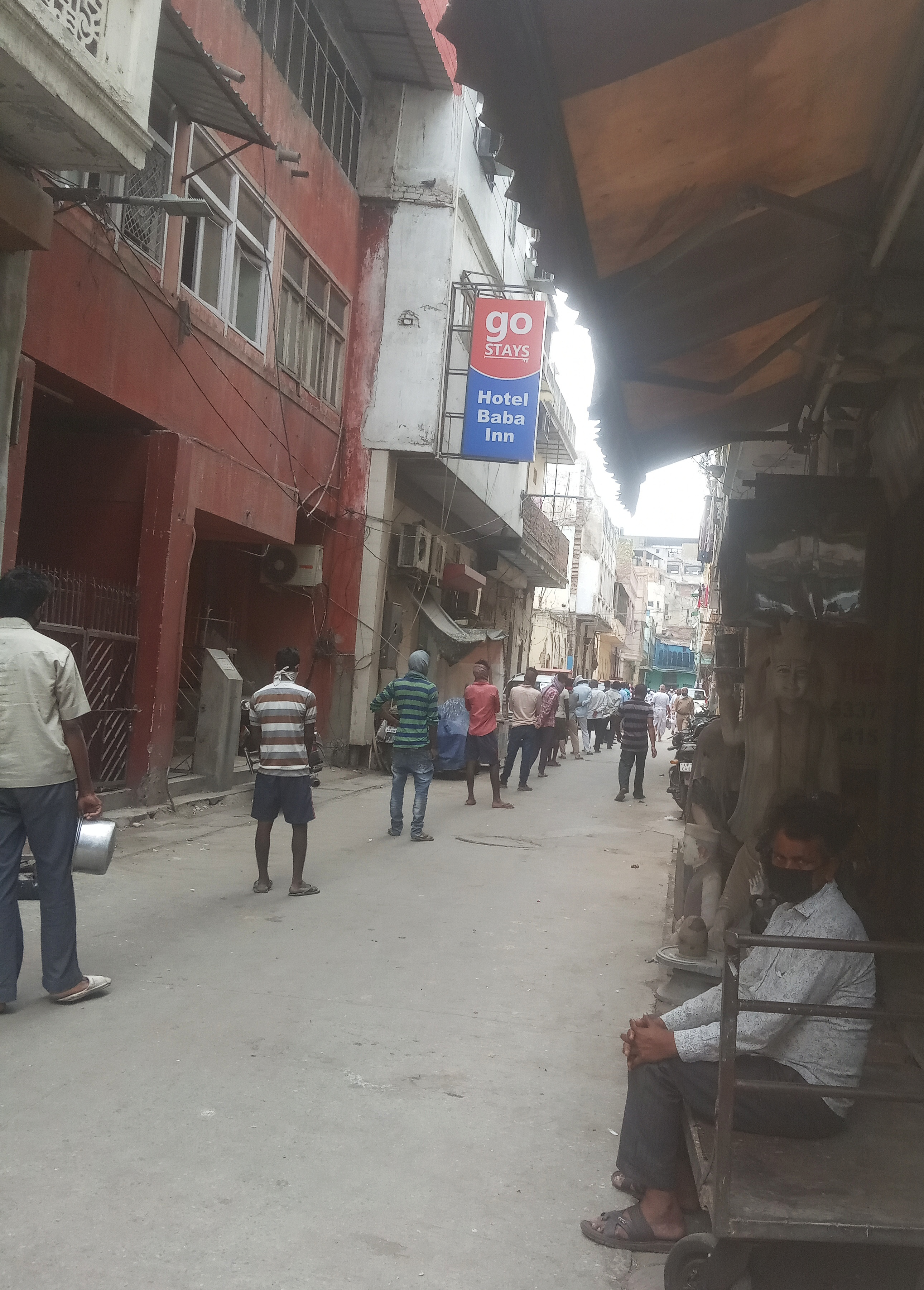
وباء كوفيد-19 في دلهي ,إبقاء العمال المهاجرين العاطلين عن العمل على مسافة متابعدة في دلهي في قائمة انتظار لتناول غداء مجاني أثناء فترة الحجر في 14 أبريل 2020

قد تم التثبت من وجود وباء كوفيد-19(COVID-19) في إقليم الاتحاد الهندي وفي دلهي تحديدا وقد وضع تحت حالة الحظر كما هو الحال في جميع ارجاء الدولة. أول حالة قد سجلت في 2 مارس 2020 وبلغ العدد الكلي للاشخاص المصابين بالفايروس والذي تم تسجيله في 4 مارس من العام ذاته 4,898 منها 64 حالة وفاة و 1,431 حالة شفاء.
في 22 مارس شهدت مدينة دلهي 14 ساعة من حظر التجوال والذي أطلق عليه اسم حظر تجول جاناتا الإغلاق التام في الهند بسبب فيروس كورونا 2020 , كما هو الحال في 75 منطقة في الهند بناء على توجيه من رئيس الوزراء  وذلك قبل أمره بإغلاق البلاد لمدة 21 يومًا من 24 مارس 2020.
| المرض                 | كوفيد -19                |
| سلالة الفايروس        | SARS-Cov2                |
| المكان                | دلهي -الهند              |
| مكان بداية الوباء     | الصين                    |
| تاريخ تسجيل أول اصابة | 2 مارس 2020              |
| الحالات المسجلة       | 4,898 حالة (4 مارس 2020) |
| الحالات المصابة حاليا | 3,403                    |
| المتعافون             | 1,431 (4 مارس 2020)      |
| الوفيات               | 64 (2 مارس 2020)         |

إن الاف من المهاجرين من مناطق اتار برديش وبيهار (Uttar Pradesh وBihar) تجمعوا في محطة حافلات أناند فيهار في 29 مارس 2020. أكثر من 3000 شخص من تجمعات دينية في جامع العلمي مركز بنجالي في منطقة Nizamuddin West والتي تم عزلها بعد الاشتباه باالتصال مع أحد المصابين بالفايروس وتم العثور على 1300 من Tablighi عالقين من ضمنهم اجانب في مركز.
قد تم تسجيل ان مؤشر جودة الهواء في دلهي في 28 مارس قد تحسن بعد الحجر وتناقص حركة المركبات.

## خلفية
في 12 يناير 2020، أكدت منظمة الصحة العالمية عن ظهور فيروس كورونا المستجد كسبب للمرض التنفسي الذي أصاب مجموعة من الأشخاص في مدينة ووهان، مقاطعة خوبي، الصين، إذ أُبلغ عنهم إلى منظمة الصحة العالمية في 31 ديسمبر 2019. كانت نسبة الوفيات بين الحالات المُشخصة بكوفيد-19 أقل بكثير من جائحة فيروس سارس في عام 2003، لكن انتقال العدوى كان أكبر، والوفيات أيضًا.

## الجدول الزمني
أرادت جماعة Tablighi Jamaat ترتيب برنامج في مكان ما في فاساي، ماهاراشترا، وبعد انتشار وباء COVID-19 في ولاية ماهاراشترا ألغت حكومة ولاية ماهاراشترا وشرطة مومباي الاجتماع. وبعد الرفض من حكومة ولاية ماهاراشترا باقامة الاجتماع، عقد فصيل نظام الدين بجماعة Tablighi البرنامج الديني (Ijtema) في (Nizamuddin West)، دلهي. مخالفة بذلك أمر حكومة في دلهي بتاريخ 13 مارس بعدم عقد أي ندوات أو مؤتمرات أو أي حدث كبير (أكثر من 200 شخص) والذي تم تجاهله من قبل المنظمة، والذي فشلت شرطة دلهي في تطبيقه. كان هناك أيضًا انتهاك آخر للقواعد من قبل المتحدثين الأجانب بما في ذلك إساءة استخدام تأشيرة السياحة للأنشطة الدعوية وعدم أخذ الحجر الصحي المنزلي لمدة 14 يومًا للمسافرين من الخارج على محمل التنفيذ.
وكان 24 شخصا على الأقل من الحاضرين قد تم فحصم والتثبت بإصابتهم بالفيروس من بين 300 شخص ظهرت عليهم الأعراض بحلول 31 مارس 2020. ويعتقد أن مصادر العدوى كانت من الوعاظ القادمين من إندونيسيا. وقد عاد الكثير منهم إلى ولاياتهم، كما وفروا ملاذًا للمتحدثين الأجانب دون علم الحكومات المحلية. وفي النهاية الامر قد بدات عمليات الإرسال المحلية خاصة في تاميل نادو وتلينجانا وكارناتاكا وجامو وكشمير وأسام.
وقد قامت الشرطة بتطويق منطقة نظام الدين الغربي بالكامل حتى 30 مارس، وتم إنشاء معسكرات طبية. بعد الإخلاء المركز، من عشرات الحضور، تم عزل 167 منهم في منشأة للسكك الحديدية في جنوب شرق دلهي وسط مخاوف بشأن سلامتهم وانتقال الفيروس. ظهر تجمع Tablighi Jamaat كواحد من النقاط الساخنة الرئيسية لفايروس كورونا في الهند،  بعد 1445 من أصل 4067 حالة تم ربطها بالحضور وفقًا لوزارة الصحة. في 18 أبريل 2020، قالت الحكومة المركزية إن 4291 حالة (أو 29.8٪ من إجمالي 14,378 حالة مؤكدة من Covid-19 في الهند) تم ربطها بجماعة Tablighi ، وقد انتشرت هذه الحالات عبر 23 ولاية وإقليم اتحادي.
وقد أثيرت تساؤلات حول كيف سمحت شرطة دلهي لهذا الحدث بالاستمرار في خضم الوباء  بينما تم منع حدث مماثل في مومباي من قبل شرطة ماهاراشترا. بمجرد دخول حظر -19 COVID حيز التنفيذ في دلهي اعتبارًا من 22 مارس / آذار، حوصر المبشرون المتبقون في مركز نظام الدين، وبدأ الموظفون في التماس المساعدة من السلطات لإجلائهم. واعتبارًا من 4 أبريل، تم ربط أكثر من 1000 حالة، تمثل 30٪ من جميع الحالات المؤكد اصابتها بالفايروس في الهند، بحدث نظام الدين. وقد تم عزل 22000 شخص اتصلوا بمبشرين من جماعة التبليغ. في 31 مارس 2020، تم تقديم معلومات الطيران ضد محمد سعد كاندلاوي وآخرين من قبل فرع شرطة شرطة دلهي بموجب القسم 3 (عقوبة على الجريمة) من قانون الأمراض الوبائية لعام 1897 والأقسام 269 (بتهمة عمل غير مسؤول من المحتمل أن ينشر العدوى بالمرض)، 270 (عمل خبيث من المحتمل أن ينشر العدوى بالمرض)، 271 (عصيان قاعدة الحجر الصحي) و 120 ب (عقوبة التآمر الإجرامي) من IPC. في 8 أبريل 2020، قامت شرطة دلهي بتتبع زعيم جماعة تبليجي مولانا سعد كاندالفي في زاكير نجار في جنوب شرق دلهي، حيث ادعى أنه يخضع للحجر الذاتي. وادعى مسؤول في الشرطة أن العديد من أعضاء المجموعة التبشيرية تم حجزهم أيضًا بزعم مساعدتهم في نشر المرض عن طرق الاختباء في المساجد. ومع ذلك، نفت حكومة الهند أنها تفرز المسلمين.

## استجابة الحكومة
في 12 مارس، أعلن رئيس وزراء دلهي أرفيند كيجريوال (Arvind Kejriwal)أن COVID-19 قد أصبح وباء في دلهي. وبذلك أصبح قانون الأمراض الوبائية لعام 1897 جاري التنفيذ في الإقليم. وكانت قد أمرت المدارس والكليات وقاعات السينما بالإغلاق حتى 31 مارس. وسيتم تعقيم اللازامي للأماكن العامة الأخرى بما في ذلك المكاتب ومراكز التسوق. ونصح كيجريوال الناس بالابتعاد عن التجمعات العامة.
في 13 مارس، تم حظر مباريات الدوري الهندي الممتاز في دلهي، وكذلك جميع التجمعات الرياضية. كما تم حظر المؤتمرات والندوات التي تتجاوز 200 شخص. وتذرع نائب رئيس الوزراء مانيش سيسوديا بمثال المتفوق الديني في كوريا الجنوبية، وقال إن حكومة دلهي عازمة على منع مثل هذه الحوادث.
في 16 مارس، تم تعزيز الحظر ليشمل جميع التجمعات لأكثر من 50 شخصًا، بما في ذلك التجمعات دينية والاجتماعية وثقافية وسياسية وأكاديمية ورياضية وما إلى ذلك.
في 19 مارس، تم تعزيزها لتجمع أكثر من 20 شخصًا، وفي 21 مارس، منع التجمعات التي تزيد أعداد الافراد فيها عن 5 أشخاص.
أعلن رئيس الوزراء آرفيند كيجريوال أنه من 23 إلى 31 مارس 2020، سيتم تعليق جميع الرحلات الداخلية / الدولية القادمة إلى دلهي.

22 مارس

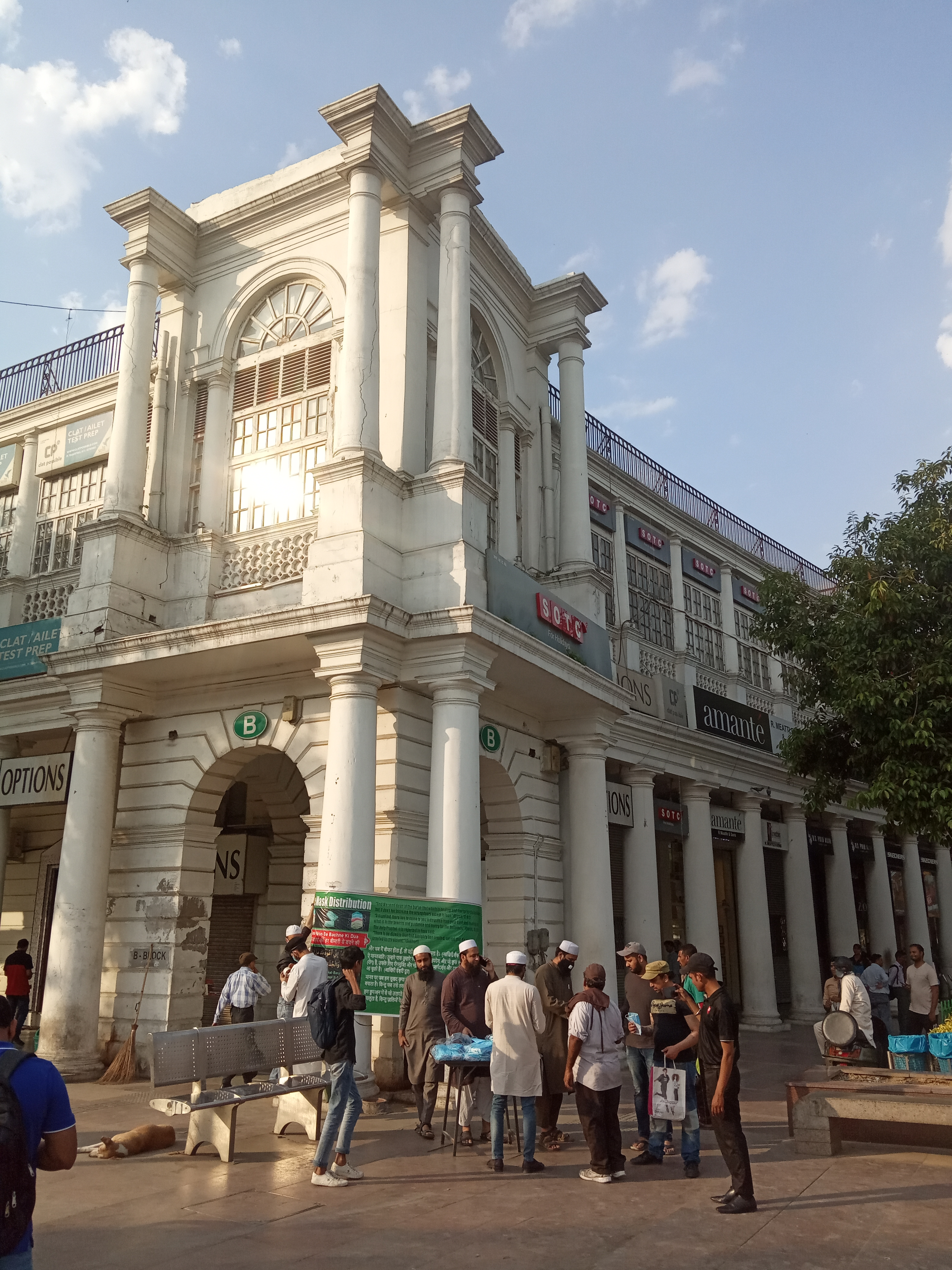
قبل يوم واحد من توزيع االاقنعة بسبب حظر التجول في جاناتا أمام كتلة كونوت B في 21 مارس 2020

أعلن CM Kejriwal عن الحظر العام ابتداء من 23 مارس بدا من الساعة 6 صباحًا حتى 31 مارس منتصف الليل. باستثناء الخدمات الأساسية، تم إغلاق كل الخدمات بسبب وباء COVID-19. وتم إغلاق الحدود باستثناء نقل الخدمات الأساسية.
24 مارس
تم تمديد الحجر حتى تاريخ 14 أبريل 2020 بعد أن أعلنت PM Narendra Modi عن إغلاق كامل على الصعيد الوطني، بدءًا من منتصف ليلة 24 مارس 2020 لمدة 21 يومًا.
14 أبريل
مدد مودي الحجر العام حتى 3 مايو 2020  بعد توصية من العديد من حكومات الولايات.
19 أبريل
علن CM Kejriwal أنه مع الأخذ في الاعتبار الوضع الحالي في دلهي، لن يكون هناك أي استثناء في الإغلاق الذي سوف يستمر حتى الأسبوع المقبل.
28 أبريل

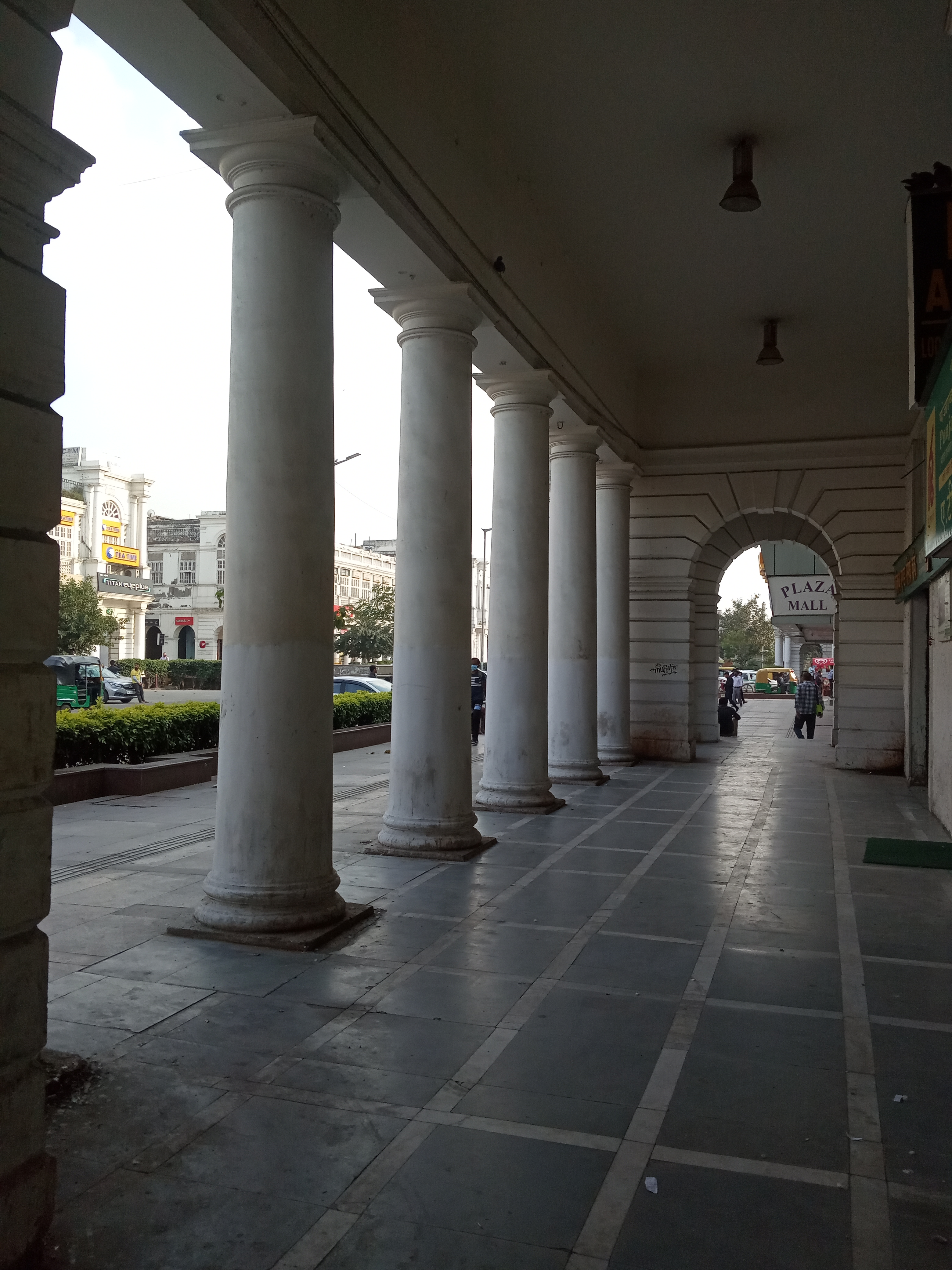
كان الكونوت فارغًا تقريبًا في 21 مارس 2020 قبل يوم واحد من حظر التجول في جاناتا

اعطت حكومة دلهي بعض الاجراءات التسهيلية خلال فترة الحجر، في بعض الخدمات التالية: الرعاية الصحية، والحركة داخل الدولة لموظفي الرعاية الصحية بما في ذلك عن طريق الجو إذا لزم الأمر، بيوت الإيواء (لكبار السن، المعوزين، النساء، القادرين بشكل خاص)، الخدمات من قبل شخص يعمل لحسابه الخاص، الحاجيات المنزلية مثل كهربائيين، سباكين إلخ، محلات للمراوح الكهربائية والكتب المدرسية. كل هذه الاتسهيلات في المناطق التي لم يعلن عنها بكونها مناطق احتواء للفايروس 
بدأت حكومة دلهي حملة تعقيم في دلهي بدا من تاريخ 13 أبريل 2020 
4 أبريل: أعلن CM Kejriwal أن الأشخاص الذين ليس لديهم بطاقة حصص غذائية يمكنهم الاستفادة من حصص مجانية من متاجر معينة.
5 أبريل: من بين 71 من حاملي بطاقات التموين في دلهي، أفيد أن 60٪ حصلوا على حصتهم. حسب ما صرحت به الحكومة حتى 5 أبريل / نيسان، تقدم ما بين 50,000 إلى 60,000 شخص لا يملكون بطاقات حصص غذائية، بطلب للحصول على كوبونات للاستفادة من 5 كجم من القمح والأرز والسكر مجانًا. اشتكى بعض الناس من التوزيع، عبر فيديو في مؤتمرمع منطقة MLAs من ضمنها جهة أخرى. طلب كيجريوال أن يتواصلوا مع الأشخاص الذين يعانون من الضغوطات ويساعدهم على التسجيل للاستفادة من الحصة الغذائية.
21 أبريل، بما أن 38 شخصًا من الذين ليس لديهم بطاقة حصص تقدموا للحصول على حصة، ستقدم الحكومة حصصًا مجانية لـ 31 شخصًا. نقلت دلهي CM أن الحكومة توفر نصف مجموع سكان دلهي للحصة الغذائية المجانية.

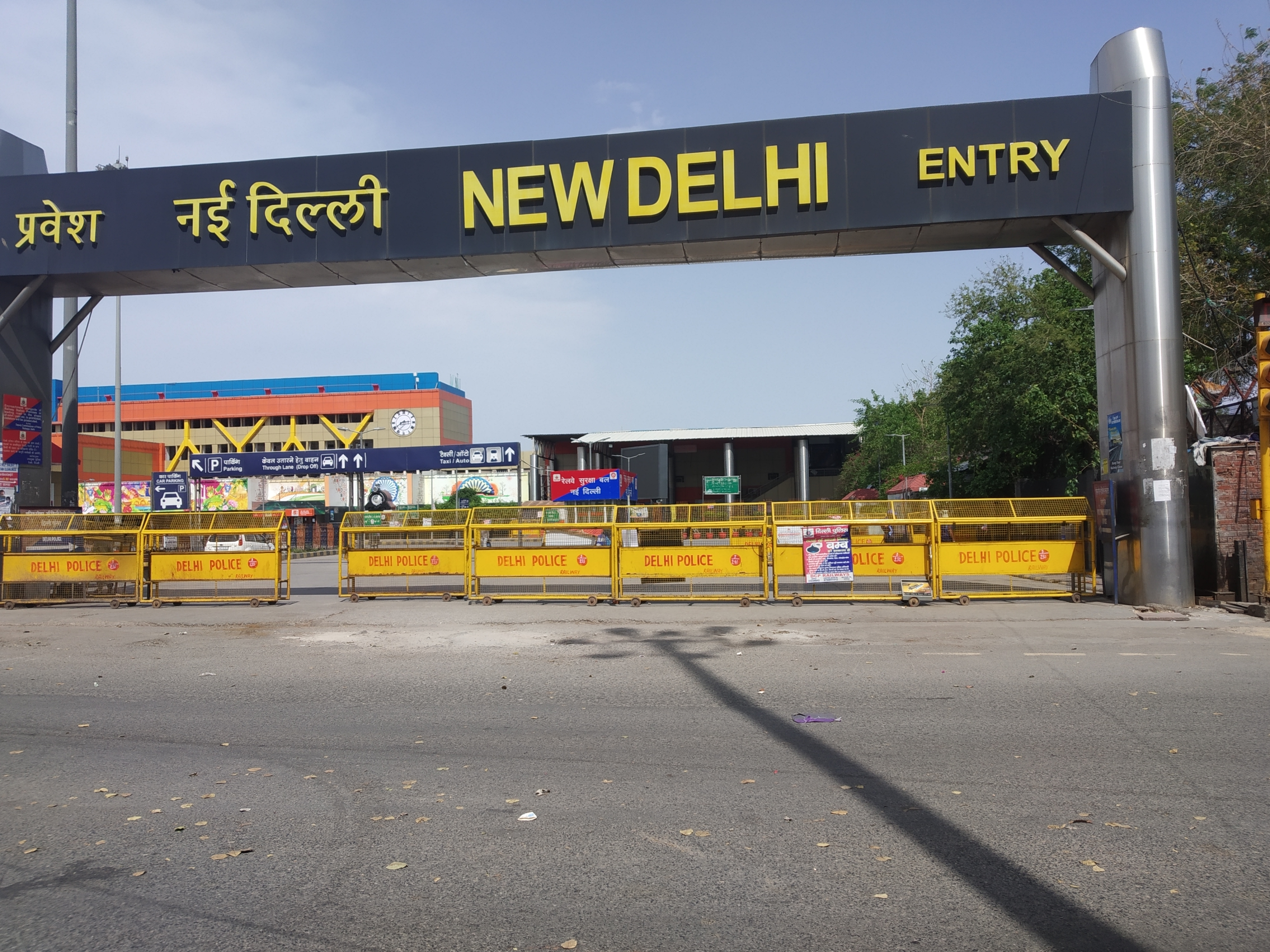
البوابة الرئيسية لمحطة السكك الحديدية في نيودلهي في 7 أبريل 2020 اثناء الحجر

في 23 مارس / آذار، أعلن رئيس وزراء دلهي أن 4 اشخاص سيحصلون على طعام مجاني في دلهي اعتبارًا من 24 مارس.
في 4 أبريل، قد بدات حكومة دلهي في توفير الغذاء المجاني لـ 6.5 شخص بما في ذلك العمال المهاجرين المنكوبين العاطلين عن العمل في الحجر الحالي. ومن اجل توفير الطعام في جميع أنحاء دلهي، وللحفاظ على التباعد بين الافراد والنظافة والصرف الصحي كانت الحكومة قد حولت الملاجئ الليلية والمدارس إلى مراكز توزيع مجانية للأغذية.
في 21 أبريل، وفقًا لما نقلته سي إم دلهي، سيحصل كل عضو في البرلمان، MLA في دلهي على 2000 كوبون غذائي لدائرته الانتخابية لتوزيعه على الفقراء الذين ليس لديهم أي مستندات مثل البطاقة التموينية أو بطاقة Adhar.
أعلنت حكومة دلهي دعم كمساعدة مالية لمرة واحدة، مقدم خدمة النقل المتأثر مثل Auto و E-Rickshaw ومركبة النقل الريفية و Gramin seva من دلهي Rs 5,000 / - لكل منها على حسابها المصرفي الذي سيقدم بطلب رخصة القيادة الحالية الخاصة بـ Para Transit -لمركبات النقل وشارات المتاحة 
أعلنت دلهي سي إم ان دعمًا ماليًا بقيمة 1 كرور روبية لعائلة أي من العاملين الصحيين المتوفين الذين لقوا حتفهم أثناء التعامل مع حالات الفيروس كورونا في دلهي. وقد ذكرهم بأنهم

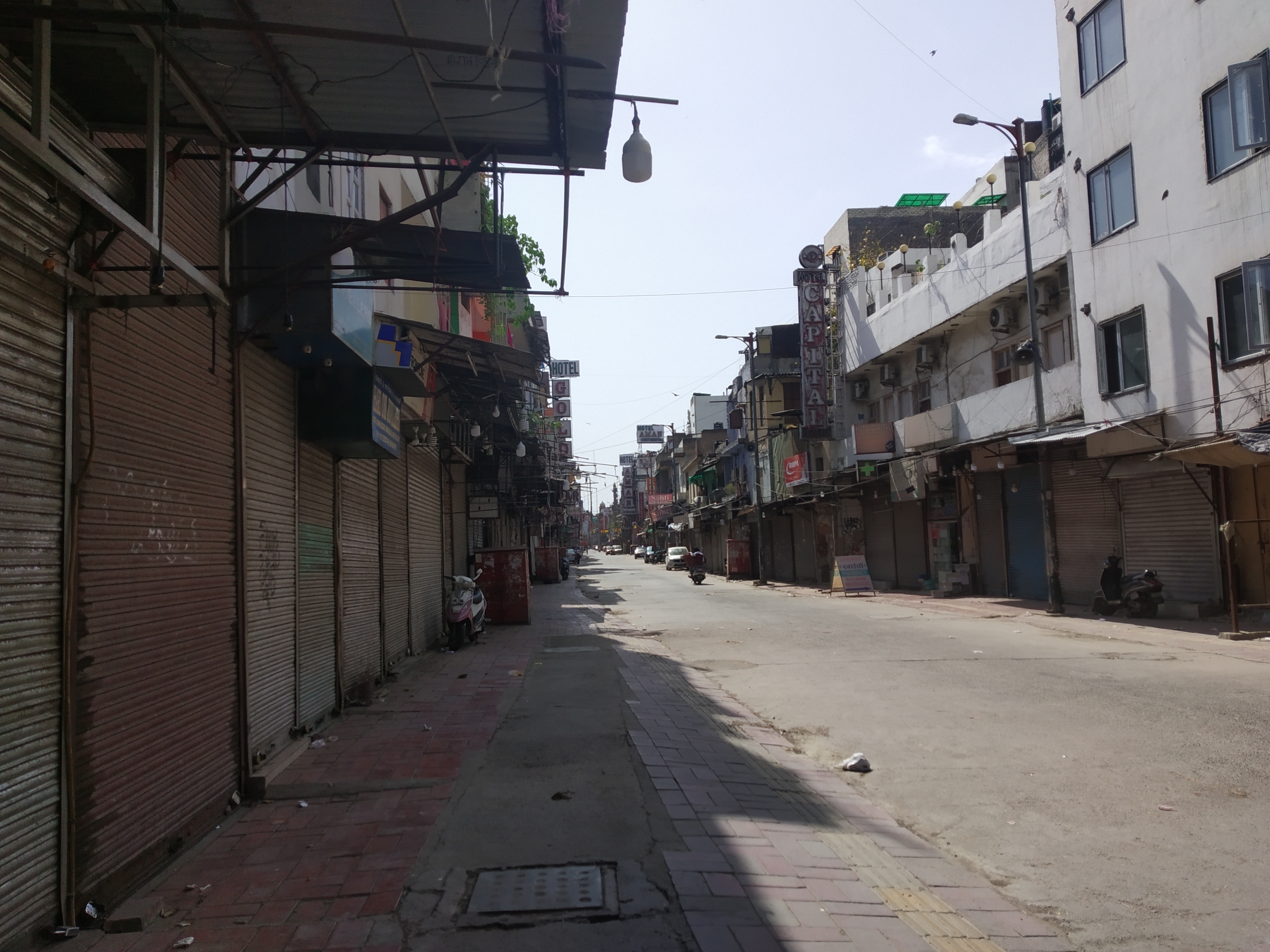
بازار Paharganj خالي من الناس في 7 أبريل 2020 خلال فترة الإغلاق

«ليسوا اقل في مكانتهم عن المحاربين» وهذا الدعم تقديراً لخدمتهم النبيلة.

## الفحوصات
في 13 أبريل، في دلهي تم إجراء اختبار COVID-19 لعدد يصل إلى 14,036، حيث بلغت الحالات الإيجابية 1,154 في المجموع وبنسبة 8.22 ٪.
يبلغ عدد سكان دلهي 201,78,879 (20 مليونًا إضافيًا) وهي تندرج تحت فئة الولايات التي يبلغ عدد سكانها 11 إلى 37 مليونًا . وحتى تاريخ 13 أبريل 2020، تم إجراء 696 اختبارًا لكل مليون في دلهي وهو ثاني أعلى معدل بعد ولاية كيرالا في هذه الفئة.
في 21 أبريل، حكومة دلهي كانت قد أعلن عن اختبار COVID-19 المجاني للإعلاميين في دلهي بعد أن كان اختبار بعض الصحفيين في مومباي إيجابيًا.
|              | العدد الكلي | مصابة | سالبة | قيد الانتظار |
| ------------ | ----------- | ----- | ----- | ------------ |
| Govt. Labs   | 19893       | 1875  | 15848 | 1881         |
| Private labs | 6734        | 281   | 5962  | 473          |
| Total        | 26627       | 2156  | 21810 | 2354         |

## العلاج
في 13 أبريل، طلبت ICMR من باحث إجراء تجربة سريرية على المريض المصاب بأمراض حرجة لـ COVID-19 باستخدام العلاج بالبلازما 
15 أبريل، بعد اجتماع مع حاكم دلهي، أعلن أنيل بيجال أن دلهي قد تستخدم تقنية البلازما لمكافحة COVID-19. وذكر أنه سيتم على اساس تجريبي ضمن إستراتيجية علاجية معينة .
20 أبريل، كان هنالك مريض يبلغ من العمر 49 عامًا ومريضًا بشكل خطير جراء اصابته ب COVID-19 وكان على جهاز التنفس الصناعي وبعد تلقي العلاج بالبلازما كان قد تم ازالة جهاز التنفس الصناعي وكانت هذه أول تجربة ناجحة للعلاج بالبلازما في الهند.
24 أبريل، وفقًا لملاحظات CM Delhi ، تم تجربة العلاج بالبلازما على 4 مرضى في مستشفى LNJP ، وقد استجابوا جميعًا بشكل إيجابي. اثنين منهم سوف يتم تخريجهم من المستشفى قريبًا جدًا. تسعى حكومة دلهي للحصول على إذن من الحكومة المركزية لتطبيق نفس العلاج على جميع المرضى الخطرين.

| اسم المستشفى    | العدد الكلي لحالات المصابة من ضمنها حالة I و V (حتى 22 ابريل) | العدد الكلي لحالات الوفاة | عدد الحالات المصابة في فسم العناية الحثيثة | عدد الحالات المصابة على جهاز التنفس الاصطناعي |
| --------------- | ------------------------------------------------------------- | ------------------------- | ------------------------------------------ | --------------------------------------------- |
| LNJP            | 214                                                           | 5                         | 4                                          | 0                                             |
| RGSSH           | 54                                                            | 2                         | 9                                          | 0                                             |
| LHMC            | 18                                                            | 0                         | 1                                          | 0                                             |
| RML             | 33                                                            | 20                        | 2                                          | 0                                             |
| SJH             | 29                                                            | 4                         | 0                                          | 0                                             |
| AIIMS Jhajjar   | 68                                                            | 2                         | 0                                          | 0                                             |
| Apollo Hospital | 28                                                            | 5                         | 5                                          | 3                                             |
| Max Hospital    | 60                                                            | 1                         | 6                                          | 2                                             |
| Ganga Ram       | 9                                                             | 0                         | 0                                          | 0                                             |
| Total           | 513                                                           | 39*                       | 27                                         | 5                                             |

تم الإبلاغ عن بقية الوفيات من المستشفيات الأخرى
| مركز الرعاية لمصابين بكوفيد-19 | العدد الكلي للحالات المصابة إلى تاريخ 22 ابريل |
| ------------------------------ | ---------------------------------------------- |
| CCC Terapanth Bhawan           | 06                                             |
| CCC DDA Flats Narela           | 397                                            |
| CCC DUSIB Flats Sultanpuri     | 78                                             |
| CCC DUSIB flats Bakkarwala     | 63                                             |
| CCC Badarpur                   | 24                                             |
| CCC Mandoli                    | 142                                            |
| CCC New Friends Colony         | 15                                             |
| CCC Joga Bai                   | 37                                             |
| CCC Birla Mandir Dharamshala   | 2                                              |
| CCC PTS Wazirabad              | 8                                              |
| العدد الكلي                    | 772                                            |

## التاثيرات

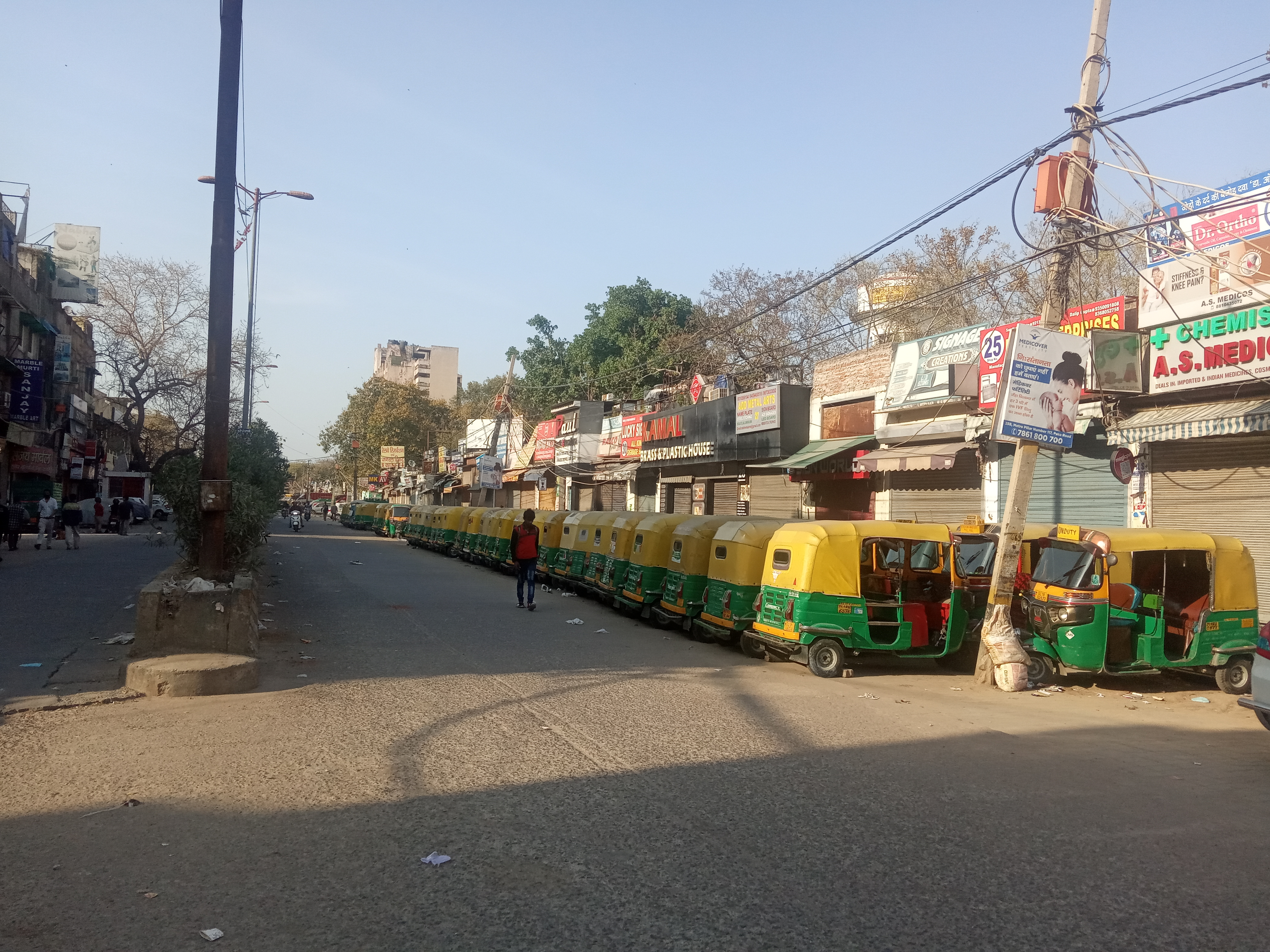
مشهد عن تأثير الإغلاق على الشركات المختلفة

حتى تاريخ 6 مارس 2020، تم إغلاق جميع المدارس الابتدائية من قبل حكومة دلهي حتى 31 مارس 2020. في نفس اليوم وخوفًا من COVID-19 ، أرجأ مجلس تصميم الأزياء الهندي عرضه حتى إشعار آخر . تم تأجيل كأس العالم ISSF 2020 والذي كان من المقرر عقده في مايو 2020. في 14 مارس 2020، وأرجأ الاتحاد العالمي لكرة الريشة (BWF) جميع بطولاتهم لنفس السبب.
في 19 مارس، أعلن أرفيند كجيروال أنه سيتم إغلاق جميع المطاعم حتى 31 مارس في ضوء الحالة المتزايدة للفيروس كورونا . وقال إنه سيكون هناك نظام توصيل للوجبات السريعة من المطاعم دون تقديم خدمة تناول الطعام في المطاعم . وقال أيضاً إنه لن يُسمح لعشرين شخصاً أو أكثر بالتجمع في أي مكان في الولاية. ان جميع المحلات والصناعات والمنشآت التجارية والمكاتب سوف يتم اغلاقها . ناشدت اللجنة الوطنية لحماية حقوق الطفل المنظمة عدم إطعام الأطفال المشردين في الشوارع لأنهم أكثر عرضة للفيروس بسبب سوء مستويات التغذية لديهم وحاجتهم إلى المأوى والرعاية الصحية مع الطعام. وقد طلبوا بإرسالهم إلى أقرب ملجأ.

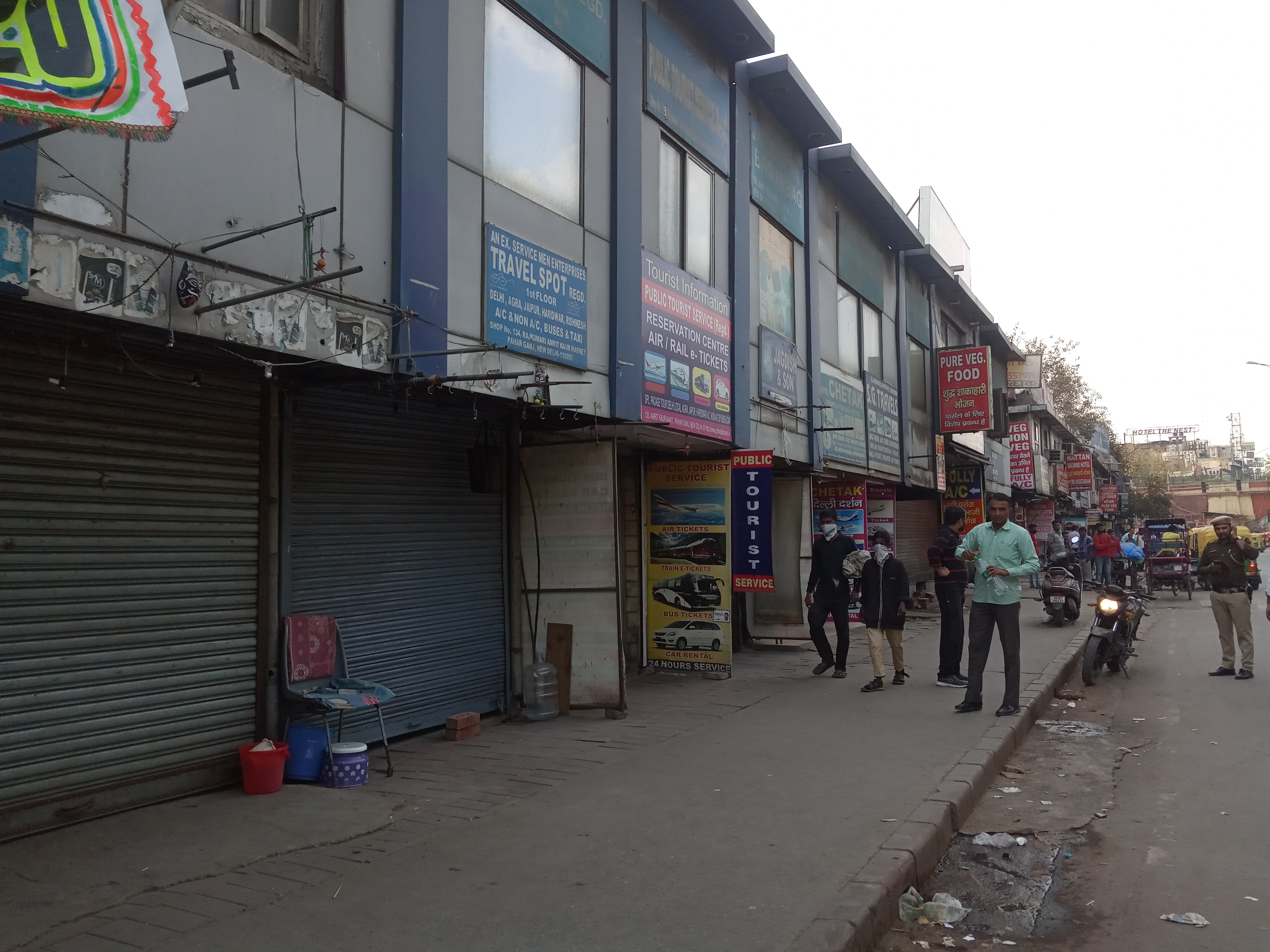
وكالات السفر والمطاعم والفنادق المغلقة

## البؤر الساخنة
في 26 مارس، قد بدأت حكومة دلهي في إعلان مناطق النقاط الساخنة بدءًا من أماكن قليلة في حديقة دلشاد.
14 أبريل بعد إضافة ثماني نقاط ساخنة جديدة، يبلغ إجمالي عدد النقاط الساخنة الآن 55 في دلهي.
15 أبريل بعد إضافة منطقتين إضافيتين، بلغ إجمالي أرقام النقاط الساخنة 57.

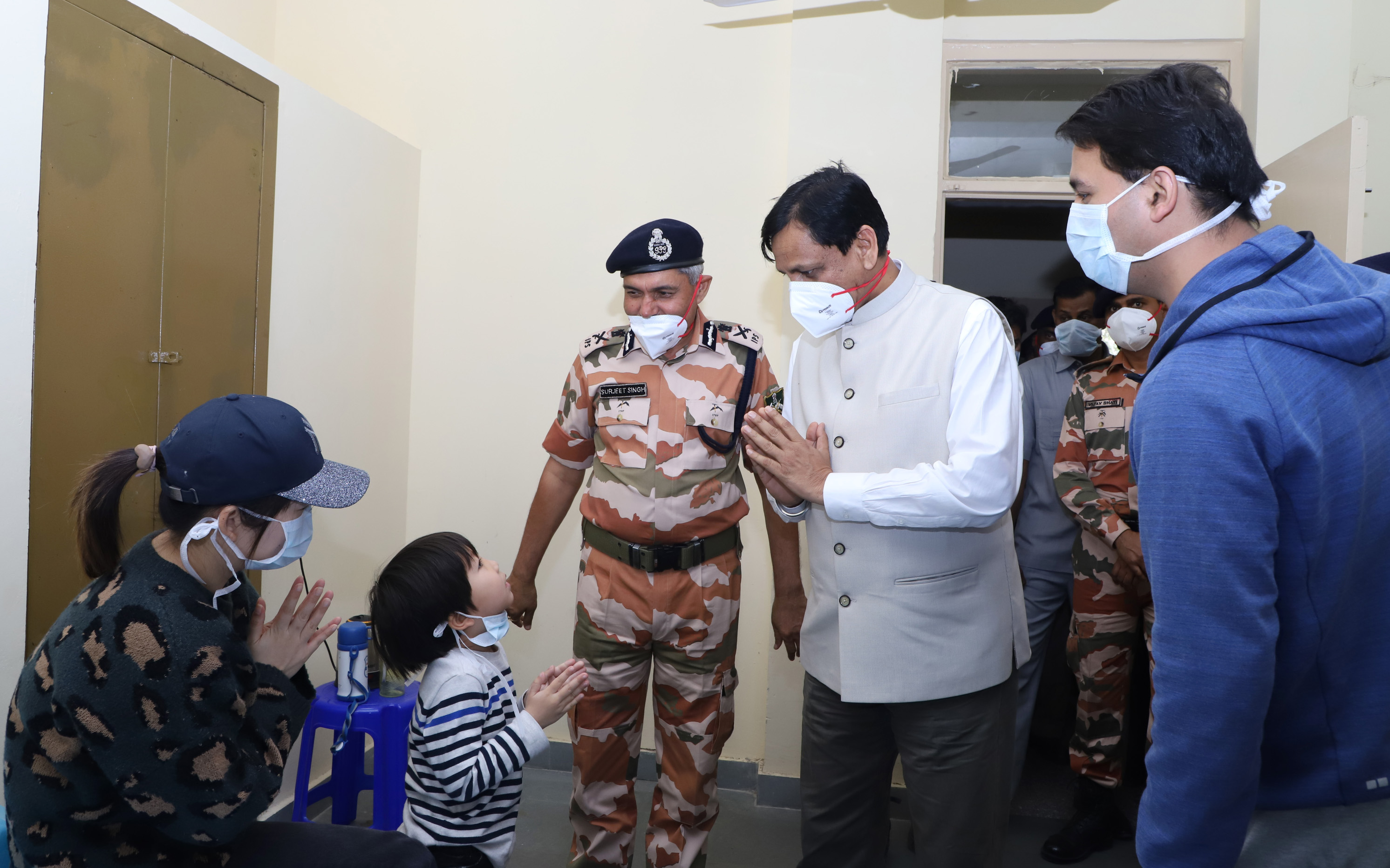
وزير الدولة للشؤون الداخلية ، نيتياناند راي ، يزور الأشخاص الذين تم إجلاؤهم في مركز الحجر الصحي لفيروس كورونا ، بعد الانتهاء من فترة الحجر الصحي المطلوبة ، في مركز ITBP Chhawla ، في نيودلهي في 13 مارس 2020.

في 19 أبريل، يوجد الآن 77 منطقة تحتوي على الفايروس وقد تم الإعلان عن جميع مقاطعات دلهي الـ 11 كنقاط ساخنة كما نقلتها دلهي سي إم.
21 أبريل عدد مناطق الاحتواء يرتفع إلى 87 
28 أبريل بعد إضافة منطقتين آخريين، يرتفع إجمالي مناطق الاحتواء إلى 100.
أعلنت حكومة دلهي عن عملية SHIELD للحد من انتشار الفيروس في مناطق الاحتواء أو النقاط الساخنة. وهي عبارة عن خطة من ست مراحل، حيث
تشير S إلى ختم المنطقة المباشرة، يشير H إلى الحجر الصحي لجميع الناس الذين يعيشون في المنطقة،I تشير إلى العزلة وتتبع الاتصال بالناس، يشير E إلى العرض الأساسي للسلع، يشير L إلى التطهير المحلي ويشير D إلى الفحص الصحي من الباب إلى الباب للأشخاص في المنطقة.
جاء أول نجاح للعملية من حديقة دلشاد ‏، وهي منطقة انتشر فيها الفيروس على نطاق واسع. أعلنت حكومة دلهي في 10 أبريل أن عملية SHIELD نجحت في احتواء انتشار الفيروس في هذه المنطقة. قال وزير الصحة بالولاية، ساتيندرا جين، إن المنطقة كانت خالية من الفيروسات بعد تنفيذ عملية بمراحلها الست . في 17 أبريل / نيسان، أعلن نائب سي إم دلهي، مانيش سيسوديا ‏، أن العملية كانت ناجحة أيضًا في نقطتين ساخنتين أخريين، فاسوندارا إنكليف ‏ وخيشريبور.

## الحالات

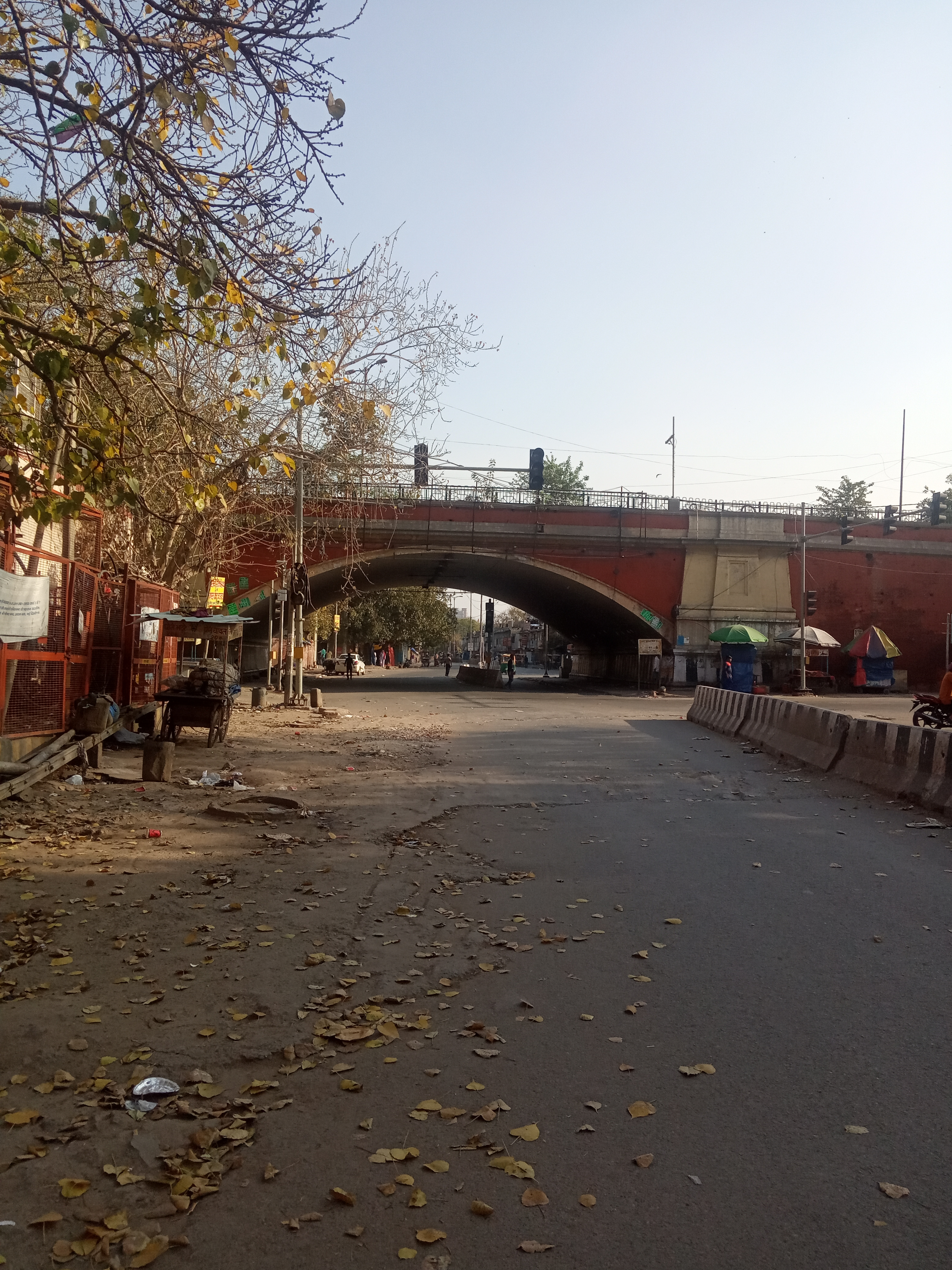
طريق مهجور خلال حظر التجول في جاناتا: بابورام سوكانكي مارج ، طريق بالقرب من محطة سكة حديد نيودلهي

الدوائر الإدارية والحالات المؤكدة حتى 22 أبريل 2020 
| الاقليم              | عدد الحالات |
| -------------------- | ----------- |
| مركز دلهي            | 184         |
| شرق دلهي             | 38          |
| نيودلهي              | 37          |
| شمال دلهي            | 60          |
| شمال شرق دلهي        | 25          |
| شمال غرب دلهي        | 32          |
| شاهدارا              | 48          |
| جنوب دلهي            | 70          |
| جنوب شرق دلهي        | 130         |
| جنوب غرب دلهي        | 42          |
| غرب دلهي             | 122         |
| TJ من الحجر الصحي    | 1,080       |
| الحالات غير المتتبعة | 213         |
| المجموع              | 2,081       |